# 建平玉皇廟
建平玉皇廟位於四川省綿陽市三台縣，文物遺址年代判定為清至民國。2012年7月16日公佈為第八批四川省文物保護單位。
建平玉皇廟位於四川省綿陽市三台縣建平鎮玉皇街1號三中公路側，坐東北向西南，由戲樓（帶山門）、左右觀戲樓、天王殿、中院配樓、玉皇殿、後院配殿及觀音殿組成，占地面積4120平方公尺。現存主體建築因地制宜，依山勢逐級抬升，呈三四合院佈局。戲樓（帶山門）建於1941年，為穿斗式單簷歇山頂小青瓦建築，通面闊三間7.65、通進深8.05、通高10.17公尺。天王殿建於1942年，為穿斗式單簷懸山頂小青瓦建築，通面闊三間11.8、通進深5.3、通高8.36公尺。明次間梁墨書紀年。玉皇殿建於清同治八年（1869），為穿斗式單簷歇山頂小青瓦建築，通面闊三間12.0、進進深7.2、通高7.42公尺。觀音殿建於清光緒十九年（1893），為穿斗式單簷歇山頂小青瓦覆面。面闊四間9.6、通進深4.5、通高6.42公尺，中檩墨書題記，該殿與玉皇殿、後院配殿呈回廊式佈局，形成一處相對獨立的院落。玉皇廟保存較完整，為典型的川西北地區民間寺廟建築，具有傳統的川西北民居建築共性。1999年，綿陽市人民政府公佈為市級文物保護單位。